# Микулинці (гміна)
Гміна Микулинці (пол. Gmina Mikulińce) — сільська гміна у Тернопільському повіті Тернопільського воєводства Другої Речі Посполитої. Адміністративним центром гміни було містечко Микулинці, яке утворювало окрему міську гміну.
Гміна утворена 1 серпня 1934 року в рамках нового закону про самоврядування (23 березня 1933 року).
Площа гміни — 114,05 км²

Кількість житлових будинків — 1977

Кількість мешканців — 9816
Гміну створено на основі давніших сільських гмін: Чортория (з 1964 року перейменовано на Миролюбівку), Конопківка, Кривки, Людвиківка (1946 року перейменовано на Дворіччя), Ладичин, Лучка, Велика Лука, Мишковичі, Воля Мазовецька (з 1939 року Воля).